# Slavoj
Slavoj je mužské jméno slovanského původu, jeho význam je obvykle vykládán jako „slavný“ nebo konkrétněji „slavný vojevůdce“. Zatímco obliba Slavoje jako křestního jména je spíše na ústupu (vizte statistické údaje v následujícím odstavci), přetrvává toto jméno v názvech mnoha sportovních klubů.
Z pozůstatkem slova sláva se lze setkat v mnoha dalších mužských i ženských jménech, která končí na „slav/slava“, jako například Miroslav/a, Miloslav/a, Ladislav/a, Bohuslav/a, Stanislav/a, Vladislav/a, Jaroslav/a, Drahoslav/a, Dobroslav/a, Zdislav/a apod., případně ve jménech začínajících na „slav“, jako Slavomír/a nebo Slavomil.
V českém občanském kalendáři má svátek 7. června.

## Statistické údaje
Následující tabulka uvádí četnost jména v ČR a pořadí mezi mužskými jmény ve srovnání dvou roků, pro které jsou dostupné údaje MV ČR – lze z ní tedy vysledovat trend v užívání tohoto jména:
| Rok       | Četnost  | Pořadí   |
| 1999      | 424      | 222.     |
| 2002      | 410      | 228.     |
| 2006      | 373      | 277.     |
| 2007      | 365      | 286.     |
| Porovnání | o 8 méně | o 9 hůře |
| 2016      | 281      | 692.     |

Změna procentního zastoupení tohoto jména mezi žijícími muži v ČR (tj. procentní změna se započítáním celkového úbytku mužů v ČR za sledované tři roky 1999-2002) je -2,6%.

## Známí nositelé jména
- Slavoj Žižek – slovinský filosof
- Karel Slavoj Amerling – pedagog, filozof a lékař
- Slavoj Sís – český malíř
- Slavoj Tomeček – český pedagog
- Slavoj Titl – český klinický psycholog a psychoanalytik

## Literární postavy
- Slavoj – postava z básně „Záboj“ Rukopisu královédvorského, zpodobněná v sousoší Záboj a Slavoj J. V. Myslbeka ve Vyšehradských sadech
- Slavoj – Hrdina Nik, vlastní jméno postavy knihy Eduarda Štorcha
- Slavoj – Zaslaná pošta, podle českého překladu knihy Terryho Pratchetta

## Ostatní
- jméno Slavoj nese mnoho sportovních klubů, např. FK Slavoj Vyšehrad
- Městská knihovna Slavoj ve Dvoře Králové
- HC Slavoj Český Krumlov